# Close to the Edge
Close to the Edge is een album uit 1972 van de Britse progressieve-rockband Yes. Het is het vijfde album van de groep. "Close to the Edge" is tevens het titelnummer van dit album. Het nummer duurt 18 minuten en 41 seconden.
Close to the Edge was het eerste van een aantal Yes-albums met een kenmerkende opbouw: een lang en episch werk, aangevuld met kortere en soms strakker opgebouwde liedjes. Dezelfde structuur volgde op de latere albums Relayer (1974) (met het symfonische "The Gates of Delirium") en Going for the One (1977) (met de Yes-klassieker "Awaken").
In juni 1972 verliet drummer Bill Bruford direct na de opnamen de band, waardoor Yes snel een vervanger moest zoeken voor de promotietournee.
Het album verscheen in september 1972 bij Atlantic Records.

## Nummers
1. "Close to the Edge" (Jon Anderson/Steve Howe) - 18:41
  1. "The Solid Time of Change"
  2. "Total Mass Retain"
  3. "I Get Up I Get Down"
  4. "Seasons of Man"
2. "And You and I" (Jon Anderson; aanvullende thema's door Bill Bruford/Steve Howe/Chris Squire) - 10:08
  1. "Cord of Life"
  2. "Eclipse" (Jon Anderson/Bill Bruford/Steve Howe)
  3. "The Preacher the Teacher"
  4. "Apocalypse"
3. "Siberian Khatru" (Jon Anderson; aanvullende thema's door Steve Howe/Rick Wakeman) - 8:55

In 2003 verscheen een luxe-editie van deze cd, met de volgende extra nummers:
1. "America (Single Version)"
2. "Total Mass Retain (Single Version)"
3. "Apocalypse"
4. "Siberia (Studio Run-Through of "Siberian Khatru")"

## Bezetting
- Jon Anderson: zang
- Chris Squire: basgitaar, zang
- Steve Howe: gitaar, zang
- Rick Wakeman: toetsinstrumenten
- Bill Bruford: drums